# Zwartkopboomklever
Zwartkopboomklever is de benaming voor een soortgroep van zangvogels uit het geslacht Sitta. De soortgroep zwartkopboomklever wordt gevormd door vier verschillende soorten: de Corsicaanse boomklever (S. whiteheadi), Canadese boomklever (S. canadensis), Turkse boomklever (S. krueperi) en Chinese boomklever (S. villosa). Deze vier werden vaak beschouwd als relictpopulaties van één dezelfde soort.